# Anisopygus pseudonymus
Anisopygus pseudonymus är en stekelart som först beskrevs av Wesmael 1845.  Anisopygus pseudonymus ingår i släktet Anisopygus och familjen brokparasitsteklar. Arten är reproducerande i Sverige. Utöver nominatformen finns också underarten A. p. nearcticus.